# Saint-Marcouf (Calvados)
Saint-Marcouf – miejscowość i gmina we Francji, w regionie Normandia, w departamencie Calvados.
Według danych na rok 1990 gminę zamieszkiwały 94 osoby, a gęstość zaludnienia wynosiła 19 osób/km² (wśród 1815 gmin Dolnej Normandii Saint-Marcouf plasuje się na 792. miejscu pod względem liczby ludności, natomiast pod względem powierzchni na miejscu 886.).